# Galinstano
El galinstan es una aleación eutéctica de galio, indio y estaño, líquida a temperatura ambiente, cuyo punto de fusión se encuentra en los -19 °C. Debido a la baja toxicidad de los metales que la componen, se utiliza como reemplazo no tóxico para muchas de las aplicaciones que anteriormente recibían el mercurio o las aleaciones de sodio-potasio (NaK). Su composición es 68,5% Ga, 21,5% In, 10% Sn. Su nombre (galinstan) es una contracción de galio, indio y stannum (estaño en español).
Galinstan es una marca comercial patentada el 10 de diciembre de 1996 por la sociedad alemana Geratherm Medical AG

## Propiedades físicas
El galinstan tiende a humedecerse y adherirse a muchos materiales, incluyendo el cristal, lo cual limita su uso comparado con el mercurio. Comercialmente se utiliza como sustituto del mercurio en termómetros debido a su carencia de toxicidad, pero la parte interior del contenedor debe estar forrada de óxido de galio para evitar que la aleación se adhiera a la superficie del cristal.
Este compuesto posee una mayor reflectividad y una menor densidad que el mercurio; en astronomía, se está investigando la sustitución de este en telescopios de espejo líquido. También es un prometedor refrigerante, aunque su coste y su agresividad son importantes impedimentos para su uso.
Su utilización como refrigerante en reactores nucleares no es sencilla, ya que el indio presenta una alta sección transversal a los neutrones térmicos, absorbiéndolos e inhibiendo la reacción de fisión.